# Rushanzhai (köpinghuvudort i Kina, Shandong Sheng, lat 36,88, long 121,45)
Rushanzhai (kinesiska: 乳山寨, 乳山寨镇) är en köpinghuvudort i Kina. Den ligger i provinsen Shandong, i den östra delen av landet, omkring 400 kilometer öster om provinshuvudstaden Jinan. Antalet invånare är 30 699. Befolkningen består av 15 215 kvinnor och 15 484 män. Barn under 15 år utgör 5,0 %, vuxna 15-64 år 75 %, och äldre över 65 år 19,0 %.
Runt Rushanzhai är det tätbefolkat, med 276 invånare per kvadratkilometer. Närmaste större samhälle är Rushankou, 5,8 km öster om Rushanzhai. Trakten runt Rushanzhai består till största delen av jordbruksmark.
Genomsnittlig årsnederbörd är 730 millimeter. Den regnigaste månaden är juli, med i genomsnitt 224 mm nederbörd, och den torraste är januari, med 14 mm nederbörd.